# Crow Flies High
Crow Flies High (1830erne – 1900) var en oprindelig amerikaner i hidatsa stammen. Han er også kendt under variationer af navnet som Crow That Flies High og Raven Ascending samt Heart.:10  Fra omkring 1870 var han tilsammen med Bobtail Bull leder for en sammensat gruppe dissidenter fra Fort Berthold Indian Reservation i North Dakota. Han og de andre oprørske elementer i hidatsa – og mandan stammen vendte ryggen til både diskriminerende stamme-traditioner og den påtvungne styreform i det nyoprettede reservat.
Crow Flies High var blandt de sidste indianere til at overgive sig til reservatlivet i USA. Det lykkedes stort set ham og hans tilhængere at holde sig fri af det i 24 år:1  ved næsten at være selvforsørgende og ikke komme på kant med nogen.:115 
Crow Flies High havde på et tidspunkt to koner:151  og mindst en søn, Dragswolf.:162 
Crow Flies High Butte med udsigt over Missouri River er opkaldt efter høvdingen:238  og ligger i Crow Flies High State Recreation Area i reservatets nordvestligste del.

## Crow Flies High

### Barndom og årene som ung mand
Efter at have mistet sine forældre under en koppe-epidemi i 1837-1838 voksede Crow Flies High op blandt klan-folk i Big Hidatsa tæt ved Missouri River. Som ung mand stolede han med stort held på værdien af sine egne krigsbundter anbefalet ham i personlige visioner:246 , og derved trodsede han reglen om at købe dyre stammebundter, som traditionen krævede, og som stammens ældre bundtejere forventede.:43 

### Bruddet med stammen
I 1862 havde både hidatsaerne, mandanerne og arikaraerne etableret sig i fællesbyen Like A Fishhook Village højere oppe ad Missouri River efter militært pres fra lakotaer og andre siouxer.:108  Fra april 1870 levede ”De tre stammer”, som de samarbejdende byindianere blev benævnt, i et stort reservat med Like A Fishhook Village som den eneste by.:112  Både Crow Flies High og Bobtail Bull var medlemmer af hidatsaernes Black Mouth selskab, der fungerede som en slags bypoliti.:250 
En konflikt opstod, da Crow Flies High åbenlyst beskyldte hidatsa høvdingene Poor Wolf og Paunch for at tilgodese deres egne familier og tilhængere med kødrationer ydet stammen af USA som en del af reservat-aftalen. Rygter om at de to høvdinge eller deres familier agtede at myrde Crow Flies High:245  skubbede konflikten i retning af en borgerkrig.:77  Som en acceptabel løsning for begge parter planlagde Crow Flies High sit permanente brud med Like A Fishhook Village og det traditionelle lederskab.:13  Bobtail Bull sluttede sig til ham; han havde tabt en tvist om retten til at være øverste leder til den ældre Poor Wolf, skønt han også ejede et lederskabs-berettigende Earth-naming bundt:11  og havde et større ry som kriger.:245 
Op mod 200:119  især yngre og mindre traditionsbundne folk:13  fra både hidatsa – og mandan stammen fulgte de to oprørere. De drog ca. 150 kilometer vestpå for at grundlægge deres egen lille by højere oppe ad Missouri River.:12 

### Indianerbyen ved Fort Buford
Gruppen nåede Fort Buford Military Reservation og passerede Yellowstone Rivers udløb i Missouri River på den anden side af floden. Omkring 400 meter øst for det forladte Fort Union og lidt vest for Garden Coulee anlagde folkene deres by.:2  Hidatsaerne navngav den Badland Village.:117  Ved at grundlægge byen kun tre kilometer fra Fort Buford med amerikanske soldater:2  reducerede de risikoen for at se deres hjem blive lagt i ruiner af siouxer eller andre fjendtlige indfødte.:15 
Hidatsaerne kendte militærstationen godt fra tidligere. På lange jagtekspeditioner væk fra Like A Fishhook Village slog de gerne lejr ved Fort Buford et par dage og købte f.eks. tændstikker,:112  mel eller andet nødvendigt. Soldaterne besøgte tipierne, og mange af dem gav børnene småpenge at snolde for i fortet.:266 
Den nyopførte by lå på en løftet del af Missouri Rivers nordbred og bestod af både brædde- og jordhytter.:16  Med tiden anlagde kvinderne majsmarker.:64  Mændene jagede i begyndelsen bisoner og siden mindre vildt som rådyr.:66  Som daglig, civil leder af byen blev Bobtail Bull tildelt mindre bevågenhed end den militære leder Crow Flies High.:45 

### Crow Flies High køber et stamme bundt
På et tidspunkt under opholdet i Badland Village investerede Crow Flies High endelig i et stamme bundt, Old Woman Who Never Dies bundet. Allerede som ung mand var han blevet tilrådet at købe det; men da var han fattig og stod uden den nødvendige økonomiske støtte fra mange slægtninge som følge af koppe-epidemiens hærgen.:246  Med købet erhvervede han sanger-rettigheder, så han kunne udfylde den tomme plads som mandlig sanger i Goose selskabet:201  dannet af nogle af byens kvinder.:343 

### Byboerne og soldaterne
Trods enkelte protester fra militæret:24  forblev byen at være beboet af et svingende antal indbyggerne:17  bestående af ofte skiftende familier:63  lige til efteråret 1884.
Hidatsaerne solgte skind i fortet, og de unge mænd tilbød deres tjenester som bl.a. spejdere og vagtposter for hæren under USA's konflikt med lakotaerne.:15  Når de fandt tegn på fjendtlige siouxers nærvær viftede de advarende med et flag fra en høj bakketop,:117  som soldaterne holdt øje med og derved undgik at falde i baghold.:116 
Byens indbyggertal steg fra et gennemsnit på ca. 150 personer til 240 i 1883, og kommandanten i Fort Buford tolererede ikke længere bebyggelserne i det militære område. Dels måtte fortet (og ikke som planlagt og budgetteret med Fort Berthold reservatet) forsørge et antal af byens ældre,:16  og dels var der kommet nye problemer til som prostitution og tiggeri.:67  Endelig havde Sitting Bull overgivet sig i Fort Buford to år før, og uden trussel fra den kant mere så hæren anderledes på behovet for indianske stifindere og vagtposter.:140 

### Den nye Crow Flies High Village
Med proviant købt for nogle af de 45 dollars indbyggerne havde fået for at sælge deres hytter som brænde til Fort Buford,:67  begav de sig østpå mod Fort Berthold reservatet i september 1884.:25  Ved en stor landafståelse til USA i 1880 var reservatet blevet reduceret til ca. kvart størrelse.:160 
Crow Flies High anlagde en ny by, Crow Flies High Village, ved Missouri River indenfor reservatgrænsen; men på den anden flodbred end Like A Fishhook Village og det amerikanske agentur, der ydermere lå over 80 kilometer borte.:139  Byen bestod af mindst 25 træhytter og en åben plads med en rund jordhytte, som bl.a. blev brugt til dans. Crow Flies High og hans familie:151  anlagde deres hjem lidt nordøst for jordhytten.:149 
Kvinderne dyrkede som før majs i floddalene:149  og gravede forrådsgruber,:142  mens mændene nedlagde vildt og konstruerede fiskefælder i floden.:150 

### Byen igen udenfor reservatet
Blot to år efter at have anlagt deres by i reservatet boede indbyggerne atter på den forkerte side af grænsen efter endnu en landafståelse af ”De tre stammer” til USA.:140  Crow Flies High lovede til tider reservatets amerikanske fuldmægtig at sætte byens børn i den oprettede skole, men han slap godt fra aldrig at holde ord.:141 

### Tilbage i Fort Berthold reservatet
I 1893 magtede byboerne ikke længere at forsørge sig selv på traditionel vis og for at modtage rationer måtte de flytte ind i reservatet. Crow Flies High overdrog sit lederskab til Long Bear.:157  I april 1894 eskorterede bevæbnede soldater den nye høvding og 126 hidatsaer, 23 mandaner og en arikara ind i reservatet. Hidatsaerne bebrejdede militæret for at have glemt, hvilken nytte Fort Buford havde haft af deres unge mænd tidligere.:141 
Gruppen blev spredt over reservatet ved at få tildelt individuelle jordlodder langt fra hinanden, men med årenes gang koncentrerede familierne sig omkring Shell Creek.:19  Det lille samfund af ligesindede blev lokalt omtalt som Crow Flies High gruppen.:45 

### Crow Flies Highs sidste år
Crow Flies High døde af lungebetændelse i 1900.:158 

## De to byer som arkæologiske pladser
Både på pladsen med Crow Flies Highs by nær Fort Buford, Garden Coulee Site (32WI18), og ved den sidste by, Crow Flies High Village (32MZ1), er der foretaget arkæologiske udgravninger.

## Crow Flies High State Recreation Area
Det rekreative område i Fort Berthold reservatet opkaldt efter høvding Crow Flies High ligger ud til Missouri River.